# Lawrence Webb
Lawrence Webb là một nhà quản lý học thuật và chính khách từ Falls Church, Virginia. Năm 2008, ông được bầu vào Hội đồng Thành phố Falls Church, trở thành quan chức được bầu là người Mỹ gốc Phi đồng tính công khai đầu tiên trong Khối thịnh vượng chung Virginia. Ông đã tái tranh cử vào năm 2012 nhưng thua. Ông đã được bầu vào Hội đồng Trường học Thành phố Falls Church vào tháng 11 năm 2013. Webb được các thành viên hội đồng quản trị của mình chọn làm chủ tịch hội đồng quản trị vào năm 2017. Ông đã tranh cử và được bầu lại vào năm 2017 vào hội đồng trường và được chọn phục vụ  năm thứ hai làm chủ tịch hội đồng quản trị.

## Tiểu sử
Sinh ra ở Kenbridge, Virginia, Webb có bằng B.A. về Truyền thông đại chúng và có Chứng chỉ tốt nghiệp về Quản lý công của Đại học Shenandoah, nơi ông là chủ tịch được bầu là người Mỹ gốc Phi đầu tiên của Hiệp hội Chính phủ Sinh viên. Ông thực tập tại văn phòng Thư ký Thượng viện bang Virginia và tại hai văn phòng ở Đồi Capitol, một với cựu Thượng nghị sĩ Virginia Chuck Robb.
Webb từng là trợ lý giám đốc tuyển sinh tại Đại học Mary Washington. Webb hiện là Chuyên gia tuyển sinh cấp cao tại Đại học Bang Bowie. Ông trước đây đã được Đại học Shenandoah làm việc trong các văn phòng tuyển sinh và các vấn đề cựu sinh viên. Ông đã thành lập Chương trình Học bổng Nông dân James.
Cựu Thống đốc Mark Warner đã bổ nhiệm Webb vào hội đồng quản trị của Bộ Giáo dục Cải huấn vào năm 2004, và trở thành chủ tịch vào năm 2010, một vị trí mà ông giữ cho đến năm 2012. Năm 2015, Thống đốc Virginia Terry McAuliffe bổ nhiệm Webb vào Ủy ban Tư vấn Virginia về Công lý và Phòng ngừa Vị thành niên. Là cư dân của Falls Church từ năm 2004, Webb đã phục vụ ba năm trong Ban Cố vấn Công viên & Giải trí của thành phố trước khi được bầu vào hội đồng thành phố.
Ông sống với người bạn đời Clifton Taylor. Ứng cử viên của ông được hỗ trợ bởi Quỹ Chiến thắng Đồng tính nam & Đồng tính nữ. Ông là quan chức được bầu là người Mỹ gốc Phi đồng tính công khai đầu tiên trong khối thịnh vượng chung của Falls Church.